# Skiptrace
Skiptrace (originaltitel: 絕地逃亡, mandarin: Jué Dì Táo Wáng) är en Hongkong-kinesisk-amerikansk actionkomedifilm från 2016 producerad av Jackie Chan och i regi av Renny Harlin.

## Handling
En detektiv från Hongkong slår sig ihop med en amerikansk hasardspelare för att ta sig an en ökänd kinesisk gangsterboss.

## Rollista i urval
| Jackie Chan      | – Bennie Chan  |
| Johnny Knoxville | – Connor Watts |
| Fan Bingbing     | – Samantha Bai |
| Eric Tsang       | – Yung         |
| Eve Torres       | – Dasha        |
| Winston Chao     | – Victor Wong  |
| Yeon Jung-hoon   | – Willie       |
| Zhang Lanxin     | – Ting Ting    |
| Sara Forsberg    | – Natalya      |